# ستيف بوب
ستيف بوب (بالإنجليزية: Steve Pope)‏ هو لاعب كرة قدم بريطاني في مركز الدفاع، ولد في 8 سبتمبر 1976 في ستوك أون ترينت في المملكة المتحدة. لعب مع نادي كرو ألكساندرا ونادي كيدرمينستر هاريرز لكرة القدم.

## وصلات خارجية
- ستيف بوب على موقع قاعدة بيانات كرة القدم.إي يو (الإنجليزية)
- ستيف بوب على موقع Soccerbase.com (لاعب) (الإنجليزية)